# バスケットボールフィンランド代表
バスケットボールフィンランド代表(Finland national basketball team)は、フィンランドバスケットボール連盟によって編成され国際大会に派遣されるバスケットボールのナショナルチームである。
1939年にユーロバスケット初出場。1950年代には続けて出場し、最高位は1953年の9位。
自国開催の1952年ヘルシンキ五輪で世界の舞台を初めて経験し、1964年東京五輪にも出場した。
2023年FIBAバスケットボールワールドカップ予選では、予選1次ラウンドを5勝1敗、2次ラウンドでも2連勝スタート。ヨーロッパのチームとしては一番乗りでの本大会出場決定となった。
2022年ユーロバスケット（英語版）ではグループステージ初戦でイスラエルにオーバータイムの末破れるも、3勝2敗の成績で決勝トーナメント進出。決勝トーナメントではラウリ・マルカネンが43得点を挙げる活躍でクロアチア相手に勝利しベスト8進出。準々決勝ではスペイン相手に敗戦。

## 主な国際大会成績

### 夏季オリンピック
| 開催年 | 結果 | 試合 | 勝利 | 敗戦 |
| ------ | ---- | ---- | ---- | ---- |
| 1952   | 9位  | 3    | 0    | 3    |
| 1964   | 11位 | 9    | 4    | 5    |
| 合計   | 合計 | 12   | 4    | 8    |

### 世界選手権
| 開催年 | 結果 | 試合 | 勝利 | 敗戦 |
| ------ | ---- | ---- | ---- | ---- |
| 2014   | 22位 | 5    | 1    | 4    |
| 合計   | 合計 | 5    | 1    | 4    |

### ユーロバスケット
- 9位：1953年
- 9位：2013年
- 8位：2022年

## 歴代代表選手
- ラウリ・マルカネン
- ペッテリ・コポネン
- ハンノ・モットーラ
- エリック・マーフィー(英語版)
- アレックス・マーフィー
- ショーン・ハフ
- アレクサンダー・マドセン
- ミカエル・ヤントゥネン
- エリアス・ヴァルトネン
- サス・サリン
- オリビエル・ヌカムホウア
- ミロ・リトル
- ヘンリ・カントネン
- イラリ・セッパラ

## 歴代ヘッドコーチ
- ヘンリク・デットマン（2004-2022）
- ラッシ・トゥオヴィ（2022-）